# О.п. 12 км
Остановочный пункт 12 км — железнодорожная станция необщего пользования бывшего Уршельского межотраслевого предприятия промышленного железнодорожного транспорта (по данным на 2009 год — железнодорожного отдела Уршельского стекольного завода) — Четвертая по значению станция на ведомственной железной дороге Черусти — Уршель.
Станция находится на юго-западной окраине посёлка Тасинский Бор сельского поселения «Поселок Уршельский» Владимирской области, в 1 км от станции О.п. 13 км необщего пользования. На станции 1 путь, представляет из себя одну платформу.
С 2007 года станция не принимает пассажиров. Теперь тут не останавливаются поезда.